# РуссНефть
Русснефть — російська нафтова компанія. Повне найменування - Товариство з обмеженою відповідальністю Нафтогазова компанія «Русснефть». Штаб-квартира - в Москві.

## Власники і керівництво
Творцями і початковими власниками компанії «Русснефть» були екс-президент нафтової компанії «Славнефть» Михайло Гуцерієв і його партнери. Станом на березень 2009 року фактичний контроль над «Русснефть» перейшов до структур компанії Олега Дерипаски "Базовий елемент", що заплатила за неї $ 3 млрд, однак формально угода не закрита через відсутність її схвалення Федеральної антимонопольної служби. Також у Glencore був опціон на викуп блокуючого пакету акцій «Русснефти».
У січні 2010 року контроль над компанією повернувся до Михайла Гуцерієву. У квітні 2010 року було оголошено про продаж Гуцерієвим 49% компанії структурам АФК «Система», а ще 2% акцій - Сбербанку (ці 2% будуть передані в заставу самої «Русснєфті», яка зможе викупити їх за ринковою ціною через три роки). У липні 2013 року АФК «Система» розлучилася з акціями компанії: 25% було продано Bradinor Holdings Limited (бенефіціаром є племінник Гуцерієва Микаил Шішханов), 24% - Cromeld Management Limited (бенефіціар - петербурзький бізнесмен Фелікс Длин).
З вересня 2013 року єдиним власником 100 відсотків акцій АТ НК «Русснефть» є Гуцерієв Михайло  Сафарбековіч . Голова ради директорів (з лютого 2015 року) - Михайло Гуцерієв. Президент компанії - Олег Гордєєв.